# Achuhucanac
 (avril 2019).
Si vous disposez d'ouvrages ou d'articles de référence ou si vous connaissez des sites web de qualité traitant du thème abordé ici, merci de compléter l'article en donnant les références utiles à sa vérifiabilité et en les liant à la section « Notes et références ».
 (avril 2019).
Achuhucanac (guanche : ašu_hu_kanak ; signifiant "qui est sous la pluie" ou "celui qui est sous la pluie" ) est le dieu de la pluie,dans la mythologie guanche de Tenerife, dans les Îles Canaries.